# Arachnodes delaunayi
Arachnodes delaunayi là một loài bọ cánh cứng trong họ Bọ hung (Scarabaeidae).